# Scopelosaurus hubbsi
Scopelosaurus hubbsi — вид авлопоподібних риб родини Notosudidae. Це морський, батипелагічний вид, що поширений у субтропічних водах на сході Тихого океану біля берегів Південної Америки.